# Orzeł-Klasse (1962)
Die Orzeł-Klasse war eine polnische U-Boot-Klasse. Sie stammten aus den Einheiten des sowjetischen Projekt 613, auch Whiskey-Klasse, wurden in der ersten Hälfte der 1960er Jahre der polnischen Marine zugeführt und in den 1980ern stillgelegt und verschrottet.
Der Name des Typbootes geht auf das im Zweiten Weltkrieg eingesetzte Boot Orzeł zurück.

## Boote der Klasse
- Orzeł (poln.: „Orzeł“ = „Adler“)
  - Taktische Nummer: 292 (zwischenzeitlich 317)
  - Indienststellung: 29. November 1962
  - Verbleib: am 31. Dezember 1983 außer Dienst gestellt und anschließend verschrottet.
- Sokół (poln.: „Sokół“ = „Falke“)
  - Taktische Nummer: 293
  - Indienststellung: 1964
  - Verbleib: 1987 außer Dienst gestellt und anschließend verschrottet.
- Kondor
  - Taktische Nummer: 294
  - Indienststellung: 1965
  - Verbleib: 1985 außer Dienst gestellt und anschließend verschrottet.
- Bielik (poln.: „Bielik“ = „Seeadler“)
  - Taktische Nummer: 295
  - Indienststellung: 1965
  - Verbleib: 1988 außer Dienst gestellt und anschließend verschrottet.